# Тамдинский сельский округ
Тамдинский сельский округ (каз. Тамды селолық округі) — административно-территориальное образование в Алгинском районе Актюбинской области.

## Населённые пункты
В состав Тамдинского сельского округа входит 3 села: Тамды (2081 житель), Талдысай (309 жителей), Еркинкуш (213 жителей).

## Численность населения
| Численность населения | Численность населения |
| 1999                  | 2009                  |
| --------------------- | --------------------- |
| 2576                  | ↗2603                 |

### Перепись населения 1999
| № | Населённый пункт | Население |
| - | ---------------- | --------- |
| 1 | с. Тамды         | 2029      |
| 2 | а. Талдысай      | 316       |
| 3 | с. Еркинкуш      | 231       |
|   | Всего            | 2576      |

### Перепись населения 2009
| № | Населённый пункт | Население |
| - | ---------------- | --------- |
| 1 | с. Тамды         | 2081      |
| 2 | а. Талдысай      | 309       |
| 3 | с. Еркинкуш      | 213       |
|   | Всего            | 2603      |